# LVG E.I
L'LVG E.I, designazione aziendale E.VI, fu un aereo da caccia biposto, monoplano e monomotore, sviluppato dall'allora azienda aeronautica tedesco imperiale Luftverkehrsgesellschaft (LVG) negli anni dieci del XX secolo e rimasto allo stadio di prototipo.
Fu il primo modello ad adottare una mitragliatrice, l'anteriore, con dispositivo di sincronizzazione per poter sparare attraverso il disco dell'elica, tuttavia il dispositivo non venne mai provato in ambito operativo per la perdita dell'unico velivolo costruito durante il trasporto al fronte.

## Utilizzatori
Germania
- Luftstreitkräfte